# Anak Putih Abu Abu
Anak Putih Abu Abu è il secondo album in studio della cantante indonesiana Anggun, pubblicato nel 1991.

## Tracce
1. Anak Putih Abu Abu – 4:38
2. Nafas Cinta – 6:05
3. Pesta Kita – 4:30
4. Harimau – 4:31
5. Stop – 4:14
6. Bilakah Damai – 4:18
7. Jerit – 4:29
8. Nafas Cinta (karaoke) – 5:45
9. Yang Patut Untuk Kita Rasa – 4:37